# Churchill Babington
Churchill Babington, född 11 mars 1821, död 12 januari 1889, var en klassiskt skolad engelsman med inriktning på arkeologi.
Han studerade under arkeologen Charles Wycliffe Goodwin och antogs till St John's College i Cambridge 1839, där han tog examen 1843.
Auktorsnamnet C.Bab. kan användas för Churchill Babington i samband med ett vetenskapligt namn inom botaniken; se Wikipediaartiklar som länkar till auktorsnamnet.